# Lo Malinke
Lodovicus „Lo“ Malinke (* 26. November 1970 in Kassel) ist ein deutscher Kabarettist und Drehbuchautor.

## Leben
Malinke wuchs bei seiner Großmutter auf. Er studierte Anglistik, Germanistik und Theaterwissenschaften in Köln und finanzierte sich seinen Lebensunterhalt zeitweise als Altenpfleger, Platzanweiser, Telefonverkäufer, Lagerist und in der Gastronomie. Während des Studiums gründete er gemeinsam mit Philipp „Tetta“ Müller im Jahr 1997 das Chanson- und Kabarett-Trio Malediva, zu dem später Florian Ludewig hinzustieß. Knapp achtzehn Jahre war Malediva durch Deutschland, Österreich und die Schweiz getourt, bevor sich das Trio 2014 trennte, nachdem bei Müller eine akute Depression und manisch-depressive Erkrankung diagnostiziert worden war. Ein geplantes Comeback im Jahr 2017 scheiterte.
Ab Herbst 2006 arbeitete Malinke als Kolumnist für das schwule Magazin Du & Ich. Seit 2013 sind vier Drehbücher, die er mit Müller geschrieben hat, verfilmt worden, darunter die Weihnachtskomödie Alle unter eine Tanne mit Gaby Dohm und Michael Gwisdek.
Malinke und Philipp Müller lernten einander 1989 während des Zivildienstes kennen. Das Paar ist seit 2001 verpartnert und lebte zunächst in Berlin-Prenzlauer Berg.
Oktober 2018 teilte Malinke via Facebook mit, dass er mit Müller und dessen Hund nach Mallorca auswandern wird. Dort ist seitdem der Hauptwohnsitz. Mittlerweile arbeitet er auch als Drehbuchautor bei Barefoot Films, der Filmproduktionsgesellschaft von Til Schweiger. Und tourt seit 2019 wieder in Deutschland, allerdings nun als Solokabarettist.

## Filmografie
- 2014: Die letzten Millionen
- 2014: Alle unter eine Tanne
- 2015: Eins ist nicht von dir
- 2015: Heimat ist kein Ort
- 2018: Hot Dog
- 2018: Klassentreffen 1.0
- 2018: Head Full of Honey
- 2020: Die Hochzeit
- 2021: Die Rettung der uns bekannten Welt